# End Times
Albums de Eels
Hombre Lobo : 12 Songs of Desire
(2009) Tomorrow Morning
(2010)
End Times est le huitième album du groupe Eels, sorti le 19 janvier 2010. La pochette a été conçue par Adrian Tomine.

## Titres
| No  | Titre                 | Durée |
| --- | --------------------- | ----- |
| 1.  | The Beginning         | 2:16  |
| 2.  | Gone Man              | 2:59  |
| 3.  | In My Younger Days    | 3:25  |
| 4.  | Mansions of Los Feliz | 2:49  |
| 5.  | A Line in the Dirt    | 3:30  |
| 6.  | End Times             | 2:58  |
| 7.  | Apple Trees           | 0:40  |
| 8.  | Paradise Blues        | 3:03  |
| 9.  | Nowadays              | 3:09  |
| 10. | Unhinged              | 2:26  |
| 11. | High and Lonesome     | 1:07  |
| 12. | I Need a Mother       | 2:39  |
| 13. | Little Bird           | 2:34  |
| 14. | On My Feet            | 6:21  |

| 1. | And Now for the End Times                  | 0:19 |
| 2. | Some Friend                                | 2:42 |
| 3. | Walking Cloud                              | 2:25 |
| 4. | $200 Tattoo                                | 2:02 |
| 5. | The Man Who Didn't Know He'd Lost His Mind | 2:36 |